# 赖普尔拉尼
赖普尔拉尼（Raipur Rani），是印度哈里亚纳邦Panchkula县的一个城镇。总人口7027（2001年）。

## 人口
该地2001年总人口7027人，其中男性3763人，女性3264人；0—6岁人口1035人，其中男597人，女438人；识字率68.56%，其中男性为73.56%，女性为62.81%。